# Thameslink
Thameslink is een noord-zuidverbinding van treindiensten via centraal Londen, over de rivier de Theems waarmee een (voorstads)netwerk op het Britse spoorwegnet is ontwikkeld van Bedford, Luton, St Albans City, Peterborough, Welwyn Garden en Cambridge ten noorden van Londen naar Sutton, Orpington, Sevenoaks, Rainham, Horsham, Three Bridges, Brighton en East Grinstead ten zuiden van Londen.
Thameslink werd in gebruik genomen in 1988 met onder meer de heropening van de Snow Hill Tunnel waardoor het stadscentrum van Londen ondergronds gekruist kon worden.
Op de route wordt de Theems middels het bestaande station London Blackfriars bovenlangs gekruist, want het station is tevens een spoorbrug over die rivier.
Met het kruisen van deze twee barrières kwam er (weer) een verbinding tot stand tussen het spoorwegnetwerk ten noorden van de Theems (dat inmiddels geëlektrificeerd was met 25 kV wisselspanning via de bovenleiding), en het spoorwegnetwerk ten zuiden van de Theems (dat inmiddels geëlektrificeerd was met 750 volt gelijkstroom via een derde rail). Er zijn dus op de Thameslinkverbindingen tweestroomsysteem-treinen vereist. 
Met Thameslink werd vanaf 1988 tevens station London Bridge, niet ver van de zuidoever van de Theems en dat als een van de Londense hoofdstations wordt gezien, verbonden met de Londense spoorwegterminal station King's Cross (kilometers) ten noorden van de Theems door uit, of in, te stappen op het station King's Cross Thameslink. In 2007 werd dat station gesloten en vervangen door het bestaande maar verbouwde en uitgebreide station London St Pancras International dat zich naast het station London King's Cross bevindt. Onder het vernieuwde station St Pancras zijn er toen twee nieuwe ondergrondse zijperrons gebouwd voor de Thameslink die onder dat station loopt.
De Thameslink is van belang voor mensen die vanuit Londen, of door Londen, naar gebieden ten noorden of ten zuiden van deze stad willen reizen, bijvoorbeeld naar London Luton Airport of Gatwick Airport (bediend door Station Luton Airport Parkway respectievelijk Station Gatwick Airport). 
Maar Thameslink is ook van belang voor reizigers die ten zuiden van de Theems wonen en naar het deel van London willen reizen ten noorden van de Theems waar zich de City, Canary Wharf en het Palace of Westminster bevinden, en waar zich tevens ook de meeste metrolijnen, spoorwegterminals en vliegvelden bevinden (inclusief Heathrow). Op de Thameslink ligt ten noorden van het station Blackfriars het station City Thameslink aan de westelijke rand van het financiële district de  City. Daarna volgt het station Farringdon waar sinds 2022 kan worden overgestapt op de Elizabeth line die een vergelijkbare rol vervult als Thameslink maar dan voor het vervoer tussen de gebieden westelijk en oostelijk van Londen.

## Exploitanten

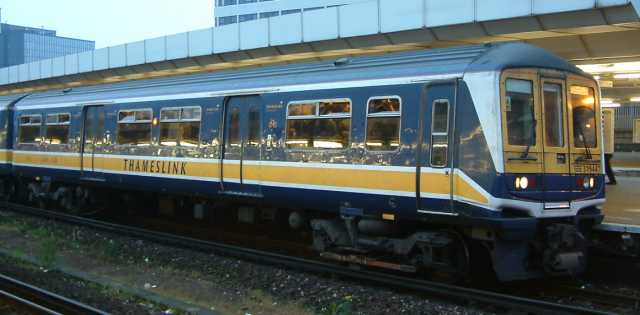
Thameslink-treinstel Class 319

Thameslink Rail Ltd was een Britse spoorwegonderneming tussen 1997 en 2006. Het bedrijf exploiteerde een 225 kilometer lange noord-zuidverbinding tussen Bedford en Brighton. Dagelijks werden 120.000 mensen vervoerd. Thameslink had 800 mensen in dienst en reed met 72 vierdelige elektrische treinstellen 'Class 319'. Deze treinstellen kunnen zowel op 750 volt via de derde rail, als op 25 kV wisselspanning via de bovenleiding rijden. 
Sinds 2 maart 1997 was GOVIA, een joint venture van Go-Ahead Group en Keolis, de houder van Thameslink-concessie voor een periode van 7 jaar en 1 maand en was het de eigenaar van Thameslink Rail Ltd. In 2004 werd de concessie met twee jaar verlengd en bleef GOVIA rijden tot en met 31 maart 2006. Op 1 april 2006 werd First Group de houder van de nieuwe Thameslink/Greater Northern-concessie, waarna de treindiensten werden uitgevoerd onder de naam First Capital Connect. In mei 2014 werd echter aangekondigd dat Govia de Thameslink-concessie terug in handen zou krijgen. Sinds 14 september 2014 worden de treindiensten uitgevoerd onder de naam Govia Thameslink Railway.